# 蠔油

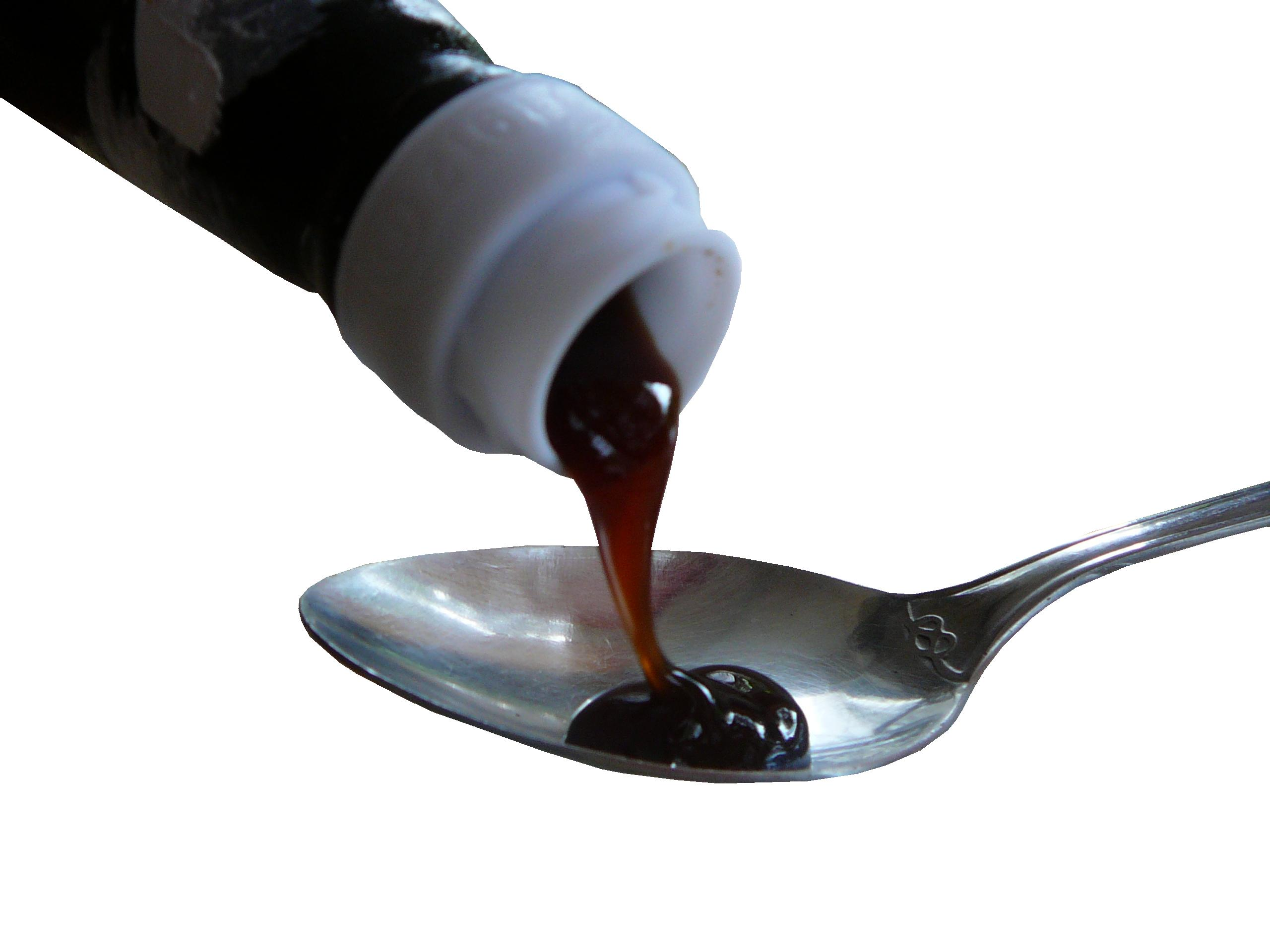
蠔油

蠔油是一种利用牡蛎蒸、煮后的汁液进行浓缩或直接用牡蠣肉酶解、辅以其他配料制成的调味品，呈棕褐色、粘稠状，鲜味浓郁。蠔油被普遍认为是由李锦记创始人李锦裳意外发明，最早于中国广东一带流行。

## 製法
传统的蠔油制作工艺为用生蠔去壳之后冲洗干净加水熬煮，再进行长时间的慢火熬煮浓缩而成。生蠔熬煮水解过程中，蠔肉中的蛋白质发生变化，降解形成具有鲜味的氨基酸、多肽等小分子，其种类越丰富，蠔油鲜味也会相应更高。通常2,000斤的生蠔到最后只能熬制出150－180斤的蠔油，成本高昂。工厂化的生产方式是生蠔加水熬煮成蠔汁，然后取一定比例的蠔汁加入其他辅料制成蠔油。蠔油中含有有机酸，具有一定的腐蚀性，故一般采用具有耐腐蚀性的玻璃瓶作为蠔油的容器，随着耐腐蚀塑料的面世，部分厂家也推出了塑料包装瓶的蠔油。

## 用法
蠔油的调味范围广泛，凡是咸食均可用蠔油调味，如拌面、拌菜、煮肉、炖鱼、做汤等都可放入蠔油。除此之外，炒、烩、烧等多种烹饪技法也可以使用蠔油进行调味。

## 食品安全
- 2001年英國抽驗醬油與蠔油，發現多數含致癌物單氯丙二醇（3-MCPD）遠高於歐盟標準 ，因此禁售了多國進口的醬油與蠔油。[5] 澳洲食物標準局隨後跟著進行檢驗，禁售了澳洲多款進口醬油與蠔油，其中包含統一醬油。[6][7]

## 外部連結
- 李錦記 （页面存档备份，存于）
- 舊庄特級蠔油 （页面存档备份，存于）

 维基共享资源上的相關多媒體資源：蠔油